# Prêmio Ribenboim
O Prêmio Ribenboim (em inglês:  Ribenboim Prize) é um prêmio para jovens matemáticos em teoria dos números, concedido pela Canadian Number Theory Association. O laureado deve ser canadense ou ter alguma associação com o Canadá, e sua tese não pode ter sido defendida há mais de doze anos. É concedido bianualmente. Homenageia o matemático Paulo Ribenboim.

## Laureados
- 1999 Andrew Granville
- 2002 Henri Darmon
- 2004 Michael Bennett
- 2006 Vinayak Vatsal
- 2008 Adrian Iovita
- 2010 Valentin Blomer[1]
- 2012 Dragos Ghioca[2]
- 2014 Florian Herzig
- 2016 Jacob Tsimerman
- 2018 Maksym Radziwill